# Charlotte Phoba Massiala
Charlotte Phoba Massiala, née le 28 mars 1961 à Boma dans le Kongo Central et morte le 9 février 2022 à Kinshasa au centre hospitalier Nganda, est une personnalité politique de la République démocratique du Congo, députée nationale de la circonscription de Lukunga dans la ville-province de Kinshasa à la suite des élections législatives du décembre 2018 et ancienne suppléante de Martin Fayulu Madidi,,,.